# Ianthinite
La ianthinite (simbolo IMA: Ian) è un minerale di uranio piuttosto raro della classe dei minerali "ossidi e idrossidi". La sua composizione chimica è U4+2[(UO2)4|O6|(OH)4] • 9H2O.

## Etimologia e storia
La ianthinite fu scoperta per la prima volta nel 1926 da Alfred Schoep nella miniera di Kasolo (Shinkolobwe) nella provincia del Katanga, che oggi appartiene alla Repubblica Democratica del Congo. Il suo nome deriva dalla parola greca ianthinos (ἰάνθινος) che significa "viola".

## Classificazione
Già nell'ottava edizione della sistematica minerale secondo Strunz, obsoleta dal 1977, la ianthinite apparteneva alla classe minerale degli "ossidi e idrossidi" e lì alla sottoclasse degli "idrossidi", dove ha dato il nome alla "serie della ianthinite" con il sistema nº IV/F.11 che compone con l'altro membro masuyite.
Nella Sistematica dei lapis (Lapis-Systematik) di Stefan Weiß, che si basa ancora su questa classificazione classica di Strunz per considerazione verso i collezionisti privati e le collezioni istituzionali, al minerale è stato assegnato il sistema e il numero di minerale IV/H.01-10. In questa Sistematica ciò corrisponde anche alla classe degli "ossidi e idrossidi" e da lì al reparto "uranil([UO2]2+)-idrossidi e idrati", dove la ianthinite insieme a studtite, metastudtite, schoepite, metaschoepite, paulscherrerite, heisenbergite e paraschoepite (stato minerale dubbio) forma un gruppo indipendente ma senza nome.
Anche la nona edizione della sistematica minerale di Strunz, aggiornata dall'Associazione Mineralogica Internazionale (IMA) fino al 2024, classifica la ianthinite nel dipartimento "4.G Idrossidi di uranile". Tuttavia, questo è ulteriormente suddiviso in base all'eventuale presenza di ulteriori cationi, in modo che il minerale possa essere trovato nella suddivisione "4.GA Senza cationi aggiuntivi" in base alla sua composizione, dove forma il gruppo senza nome 4.GA.10 insieme alla iwashiroite-(Y).
La classificazione dei minerali di Dana classifica la ianthinite nella classe degli "ossidi e idrossidi", ma anche nella divisione degli "ossidi contenenti uranio e torio". Qui è l'unico membro del gruppo senza nome 05.06.01 all'interno della sottodivisione "Uranio e ossidi contenenti torio con uranio polivalente".

## Abito cristallino
La ianthinite cristallizza nel sistema ortorombico nel gruppo spaziale Amm2 (gruppo nº 38) con i parametri reticolari a = 7,178 Å, b = 11,473 Å e c = 30,39 Å oltre a 4 unità di formula per cella unitaria.
La ianthinite contiene nella sua struttura sia l'uranio nello stato di ossidazione +6 (sotto forma dello ione uranile UO2+2) che nello stato di ossidazione +4 (U4+). Gli ioni uranile mostrano una coordinazione pentagonale-bipiramidale classica, con gli atomi di ossigeno uranilico che rappresentano le estremità della piramide e gli ioni ossido (O2−) e idrossido (OH−) coordinati in posizioni equatoriali. Gli ioni U4+, d'altra parte, mostrano una coordinazione ottaedrica distorta. Questi poliedri di uranio sono collegati tra loro tramite atomi di ossigeno (costituiti da O2−, OH− e H2O) e formano strati che sono tenuti insieme dall'acqua cristallina per mezzo di legami idrogeno. La formula [U4+2(UO2)4O6(OH)4(H2O)5 determinata da Peter Burns et al. sulla base dell'analisi della struttura a singolo cristallo separa le molecole d'acqua trovate: quattro molecole d'acqua (tra parentesi quadre) si trovano all'interno degli strati, cinque molecole d'acqua si trovano tra gli strati e li trattengono insieme. L'analisi della struttura cristallina mostra anche che in alcune aree del reticolo cristallino l'uranio-(IV) è già parzialmente ossidato a uranio-(V) o uranio-(VI).
A causa della presenza di ioni U4+, la ianthinite è anche considerata una struttura modello per la dissoluzione ossidativa del combustibile nucleare esaurito, in quanto gli ioni plutonio Pu4+, che sono molto simili per raggio ionico, lunghezze di legame con ossigeno e valenza chimica, potrebbero teoricamente occupare i siti reticolari degli ioni U4+.

## Proprietà
La ianthinite è moderatamente radioattiva a causa del suo contenuto di uranio fino al 78,3% in peso. Tenendo conto della serie di decadimento naturale, viene data un'attività specifica di circa 140,1 kBq/g per la ianthinite (per confronto: il potassio naturale ha un'attività specifica pari a 0,0312 kBq/g).
Il minerale è instabile nell'aria e si trasforma in schoepite o metaschoepite attraverso l'ossidazione.
La ianthinite è solubile in acido nitrico (HNO3), con soluzione gialla; abbastanza solubile anche in acido cloridrico (HCl) e acido solforico (H2SO4). Differisce dalla mourite perché perla maggior solubilità in questi due acidi.

## Origine e giacitura
La ianthinite si presenta in paragenesicon uraninite, uranofane e con idrati di ossido di uranile come becquerelite e vandendriesscheite. È quasi sempre associata all'uraninite primaria e si verifica anche associata a uranilcarbonati come la rutherfordine e la wyartite. Tuttavia, la formazione della ianthinite è relativamente poco conosciuta. La ianthinite potrebbe essere formata da un'ossidazione incompleta dell'uraninite, tuttavia, la sintesi in laboratorio della ianthinite dalle soluzioni richiede una riduzione parziale dell'uranio-(VI). Tuttavia, l'associazione della iantinite con i minerali carbonatici sembra indicare che ambienti anaerobici o debolmente riducenti favoriscano la formazione del minerale. Altri minerali associati alla ianthinite sono la kasolite, la parsonsite, la dewindtite e la fourmarierite.
La paragenesi di gran lunga più importante è quella con schoepite, metaschoepite e paraschoepite a causa dell'instabilità dello stato di ossidazione +4 dell'uranio in ianthinite. Nel 1999, Walenta descrive l'alterazione osservata in un campione minerale da ianthinite a schoepite dal pozzo di Clara nel 1997. Al momento della scoperta, i cristalli lunghi 1,5 mm erano in gran parte conservati come ianthinite e mostravano solo trasformazioni ai bordi dei cristalli, mentre Walenta è stato in grado di rilevare ianthinite solo in alcuni punti dello stesso campione minerale dopo meno di due anni.
Oltre alla sua località tipo, la Miniera di Shinkolobwe, il minerale si trova anche nella Repubblica Democratica del Congo nella miniera di Musonoi vicino a Kolwezi e nella miniera di Smbbo.
In Germania, la ianthinite è stata trovata, tra gli altri, nel pozzo di Krunkelbach vicino a Menzenschwand e nella fossa di Clara vicino a Oberwolfach nel Baden-Württemberg. Altri siti in Germania sono Schwandorf in Baviera e Mähring nella foresta dell'Alto Palatinato; a Wolsendorf è stata trovata associata a kasolite, parsonsite, renardite, wölsendorfite, billietite; in Francia è stata trovata a Bigay (presso Lachay, Puy-de-Dôme), con pechblenda e pirite e a Margnac e La Crouzille, associata a pechblenda.
Altre località includono Australia, Messico, Slovacchia e Stati Uniti.
In Italia è stata trovata a Capoterra (città metropolitana di Cagliari) e a Borgo Chiese in provincia di Trento.

## Forma in cui si presenta in natura
Si trova in cristalli tabulari, prismatici e aghiformi, sino a 2 mm di lunghezza, frequentemente in aggregati polisintetici. Si rinviene anche in croste di cristalli aciculari, in vene a struttura fibroso-lamellare e in rosette fibroso-raggiate.
La ianthinite di solito sviluppa cristalli lucidi metallici viola scuro con un habitus aghiforme. Nella ianthinite, l'uranio si presenta in entrambi gli stati di ossidazione +6 e +4. A causa dell'instabilità dello stato di ossidazione +4 all'ossigeno atmosferico, gli aghi viola si alterano lentamente e quindi spesso mostrano un rivestimento giallo di schoepite ([(UO2)4|O|(OH)6] • 6H2O) o metaschoepite ((UO3) • 2H2O).